# Ishak Ghaiou
Ishak Ghaiou (in arabo إسحاق غايو‎?; Annaba, 24 gennaio 1995) è un lottatore algerino, specializzato nella lotta greco-romana, vincitore della medaglia d'argento ai campionati africani di Algeri 2020 e di El Jadida 2022 e una di bronzo a quelli di Port Harcourt 2018. Ha rappresentato l'Algeria ai Giochi olimpici estivi di Parigi 2024 nel torento del 67 kg, in cui è stato estromesso dal tabellone principale dall'iraniano Saeid Esmaeili; ai ripescaggi è rimasto sconfitto in semifinale contro il cubano Luis Orta.

## Palmarès
| Anno | Manifestazione              | Sede          | Evento | Risultato  | Note  |
| ---- | --------------------------- | ------------- | ------ | ---------- | ----- |
| 2018 | Campionati africani         | Port Harcourt | 67 kg  | Bronzo     |       |
| 2018 | Campionati del Mediterraneo | Algeri        | 67 kg  | Oro        |       |
| 2018 | Giochi del Mediterraneo     | Tarragona     | 67 kg  | Sedicesimi | [ 1 ] |
| 2020 | Campionati africani         | Algeri        | 67 kg  | Argento    |       |
| 2022 | Campionati africani         | El Jadida     | 67 kg  | Argento    |       |
| 2022 | Giochi del Mediterraneo     | Orano         | 65 kg  | Argento    |       |
| 2022 | Mondiali                    | Belgrado      | 67 kg  | 25º        |       |
| 2023 | Campionati africani         | Hammamet      | 67 kg  | Argento    |       |
| 2023 | Mondiali                    | Belgrado      | 67 kg  | 28º        |       |
| 2023 | Giochi panarabi             | Algeri        | 67 kg  | Oro        |       |
| 2023 | Campionati arabi            | Baghdad       | 67 kg  | Argento    |       |
| 2024 | Giochi panafricani          | Accra         | 67 kg  | Argento    | [ 2 ] |
| 2024 | Giochi olimpici             | Parigi        | 67 kg  | 16º        |       |

## Altre competizioni internazionali
2019
- 22º nei 67 kg nel RS - Grand Prix of Hungary ( Győr)

2024
- Oro nei -67 kg al Torneo di qualificazione olimpica di Africa e Oceania ( Alessandria d'Egitto)